# Convention Drago-Porter
La convention Drago-Porter, donnant suite à la doctrine Drago, limite l’emploi de la force pour le recouvrement de dettes contractuelles

## Historique
Elle est adoptée à La Haye le 18 octobre 1907. 

## Dispositions
Celle-ci prévoit que le recours à la force armée ne peut être un moyen de recouvrir les dettes publiques. Elle est notamment codifiée après la crise vénézuélienne de 1902-1903, blocus maritime organisé par différents pays européens en réponse au refus vénézuélien de rembourser sa dette envers ces mêmes pays européens.
L'emploi de la force est dorénavant interdit dans cette hypothèse si l'État débiteur ne rejette pas l’offre de règlement arbitral et s’engage à respecter la décision.